# Lodge (Caroline du Sud)
Pour les articles homonymes, voir Lodge.
Lodge est une ville située dans le comté de Colleton, dans l’État de Caroline du Sud, aux États-Unis. Lors du recensement de 2020, elle comptait 82 habitants.